# Antoni Xaudiera
Antoni Xaudiera Bell-lloch (Banyoles, 27 de novembre del 1785 - Girona, 28 d'octubre del 1859) va ser un religiós mercedari, organista i compositor.

## Biografia
Era fill de Josep Xaudiera i d'Isabel Bell-lloch. Ja de molt jove, amb setze anys es presentà infructuosament a l'oposició per la plaça d'organista de Sant Pere de Figueres. El 1804 entrà a l'orde mercedari, al convent de Girona, on rebé tant estudis de teologia, com de composició musical i d'orgue. Durant la Guerra del Francès s'integrà a la "Compañía de eclesiásticos regulares" que defensà el baluard de la Mercè de Girona; la caiguda de la ciutat el 1809 el portà a l'empresonament i l'exili a França, d'on no en tornà fins al 1814. Xaudiera s'establí a Barcelona, fou organista d'anomenada del convent de la Mercè i romangué en aquest càrrec fins al 1835, quan l'exlaustració general dels monjos i religiosos dissolgué la comunitat i el convertí en pensionista de l'Estat. Tornà a Girona, i el 1843 esdevingué titular de l'orgue de la catedral, plaça que retingué de per vida.
Com a compositor, deixà dues salmòdies per a orgue, diverses misses per veu i instruments i altres obres de música sacra. El seu repertori compositiu conservat es localitza als fons musicals Ramon Florensa (TagF)de l'Arxiu Comarcal de l'Urgell (15 composicions, amb uns versos per a orgue, cinc minuets, tres rondós...); fons de les esglésies parroquials de Sant Pere i Sant Pau de Canet de Mar (CMar) i Sant Esteve d'Olot (SEO), i fons de la catedral de Girona (GiC).

## Obres
Selecció
- Càntic per a orquestra
- Lamentacions per a tres veus
- Late el pecho Dios clemente, per a veu i orquestra
- Missa a tres veus
- 2 Misses per a quatre veus
- Missa de difunts, a quatre veus
- Missa per a cinc veus
- 2 Misses per a orquestra completa (1833)
- Rosari per a 4 veus i orgue
- 2 Salmòdies per a orgue (entre 1809 i 1815)
- Stabat Mater a quatre veus (entre 1809 i 1815)
- Te Deum a quatre veus